# Keetia molundensis
Keetia molundensis là một loài thực vật có hoa trong họ Thiến thảo. Loài này được (K.Krause) Bridson mô tả khoa học đầu tiên năm 1986.